# Puzzle mortal III
Puzzle mortal III  (titlu original: Saw III) este un film de groază americano-canadian din 2006 regizat de Darren Lynn Bousman. În rolurile principale joacă actorii Tobin Bell, Shawnee Smith, Angus Macfadyen, Bahar Soomekh și Dina Meyer.

## Distribuție
- Tobin Bell ca John Kramer
- Shawnee Smith ca Amanda Young
- Angus Macfadyen ca Jeff Denlon
- Bahar Soomekh  ca Lynn Denlon
- Dina Meyer ca Detectiv Allison Kerry
- Donnie Wahlberg ca Detectiv Eric Matthews
- Lyriq Bent ca Lt. Daniel Rigg
- Costas Mandylor ca Detectiv Mark Hoffman
- Betsy Russell ca Jill Tuck
- Leigh Whannell ca Adam Stanheight
- Mpho Koaho ca Timothy Young
- Barry Flatman ca Halden
- Debra Lynne McCabe ca Danica Scott
- Niamh Wilson ca Corbett Denlon
- Stefan Georgiou ca Dylan Denlon
- J. Larose ca Troy
- Franky G ca Xavier Chavez
- Timothy Burd ca Obi Tate
- Oren Koules ca Donnie Greco